# North Hykeham
North Hykeham – miasto w środkowo-wschodniej Anglii. Północna granica North Hykeham przylega do południowej granicy miasta Lincoln.
Pierwotna nazwa to North Hyckham lecz powszechnie nazywane jest Hykeham.

## Miasta partnerskie
- Denzlingen